# فايف (واشنطن)
فايف (بالإنجليزية: Fife, Washington)‏ هي مدينة تقع في الولايات المتحدة في مقاطعة بيرسي، واشنطن. يقدر عدد سكانها بـ 9,173 نسمة ومساحتها 15.10 كم2 وترتفع عن سطح البحر 7 متر.

## التركيبة السكانية
قام مكتب تعداد الولايات المتحدة بتحديد بيانات التركيبة السكانية لفايف في تعداد الولايات المتحدة. في ما يلي، التركيبة السكانية حسب تعدادي 2000 و2010.

### تعداد عام 2000
بلغ عدد سكان فايف 4,784 نسمة بحسب تعداد عام 2000، وبلغ عدد الأسر 2,111 أسرة وعدد العائلات 1,123 عائلة مقيمة في المدينة. في حين سجلت الكثافة السكانية 859.7 نسمة لكل ميل مربع (331.9/كم2). وبلغ عدد الوحدات السكنية 2,232 وحدة بمتوسط كثافة قدره 401.1 نسمة لكل ميل مربع (154.9/كم2).
وتوزع التركيب العرقي للمدينة بنسبة 68.62% من البيض و 4.14% من الأمريكيين الأصليين و 6.50% من الأمريكيين ذوي الأصول الآسيوية و 1.23% من سكان جزر المحيط الهادئ و 6.81% من الأمريكيين الأفارقة و 5.75% من عرقين مختلطين أو أكثر.
بلغ عدد الأسر 2,111 أسرة كانت نسبة 30.4% منها لديها أطفال تحت سن الثامنة عشر تعيش معهم، وبلغت نسبة الأزواج القاطنين مع بعضهم البعض 32.4% من أصل المجموع الكلي للأسر، ونسبة 14.4% من الأسر كان لديها معيلات من الإناث دون وجود شريك، وكانت نسبة 46.8% من غير العائلات. تألفت نسبة 37.5% من أصل جميع الأسر من أفراد ونسبة 6.6% كانوا يعيش معهم شخص وحيد يبلغ من العمر 65 عاماً فما فوق. وبلغ متوسط حجم الأسرة المعيشية 3.00، أما متوسط حجم العائلات فبلغ 2.24.
بلغ العمر الوسطي للسكان 29 عاماً. وكانت نسبة 25.8% من القاطنين تحت سن الثامنة عشر، وكانت نسبة 14.4% بين الثامنة عشر والأربعة وعشرون عاماً، ونسبة 34.9% كانت واقعةً في الفئة العمرية ما بين الخامسة والعشرون حتى والأربعة وأربعون عاماً، ونسبة 17.3% كانت ما بين الخامسة والأربعون حتى الرابعة والستون، ونسبة 7.5% كانت ضمن فئة الخامسة والستون عاماً فما فوق. يوجد لكل 100 أنثى 106.7 ذكر، ويوجد لكل 100 أنثى في الثامنة عشر من عمرها فما فوق 106.3 ذكر.
بلغ متوسط دخل الأسرة في المدينة 31,806 دولار، أما متوسط دخل العائلة فبلغ 36,250 دولار. وكان متوسط دخل الذكور 30,963 دولار مقابل 25,101 دولار للإناث. وسجل دخل الفرد الخاص بالمدينة 16,723 دولار. وكانت نسبة 12.6% من العائلات ونسبة 14.9% من السكان تحت خط الفقر، وكان من هؤلاء نسبة 19.8% تحت سن الثامنة عشر ونسبة 7.9% في الخامسة والستين من العمر وما فوق.

### تعداد عام 2010
بلغ عدد سكان فايف 9,173 نسمة بحسب تعداد عام 2010، وبلغ عدد الأسر 3,642 أسرة وعدد العائلات 2,192 عائلة مقيمة في المدينة. في حين سجلت الكثافة السكانية 1,612.1 نسمة لكل ميل مربع (622.4/كم2). وبلغ عدد الوحدات السكنية 3,895 وحدة بمتوسط كثافة قدره 684.5 لكل ميل مربع (264.3/كم2).
وتوزع التركيب العرقي للمدينة بنسبة 55.2% من البيض و 3.0% من الأمريكيين الأصليين و 15.5% من الأمريكيين ذوي الأصول الآسيوية و 2.7% من سكان جزر المحيط الهادئ و 8.2% من الأمريكيين الأفارقة و 7.6% من الأعراق الأخرى و 7.8% من عرقين مختلطين أو أكثر.
بلغ عدد الأسر 3,642 أسرة كانت نسبة 35.4% منها لديها أطفال تحت سن الثامنة عشر تعيش معهم، وبلغت نسبة الأزواج القاطنين مع بعضهم البعض 39.8% من أصل المجموع الكلي للأسر، ونسبة 13.7% من الأسر كان لديها معيلات من الإناث دون وجود شريك، بينما كانت نسبة 6.6% من الأسر لديها معيلون من الذكور دون وجود شريكة وكانت نسبة 39.8% من غير العائلات. تألفت نسبة 29.7% من أصل جميع الأسر من أفراد ونسبة 4.2% كانوا يعيش معهم شخص وحيد يبلغ من العمر 65 عاماً فما فوق. وبلغ متوسط حجم الأسرة المعيشية 3.12، أما متوسط حجم العائلات فبلغ 2.50.
بلغ العمر الوسطي للسكان 30.9 عاماً. وكانت نسبة 25.7% من القاطنين تحت سن الثامنة عشر، وكانت نسبة 10.5% بين الثامنة عشر والأربعة وعشرون عاماً، ونسبة 36.9% كانت واقعةً في الفئة العمرية ما بين الخامسة والعشرون حتى والأربعة وأربعون عاماً، ونسبة 20.4% كانت ما بين الخامسة والأربعون حتى الرابعة والستون، ونسبة 6.5% كانت ضمن فئة الخامسة والستون عاماً فما فوق. وتوزع التركيب الجنسي للسكان بنسبة 50.4% ذكور و49.6% إناث.